# Toben Sutherland
Toben Sutherland (25 de diciembre de 1975) es un deportista canadiense que compitió en esquí acrobático. Ganó una medalla de plata en el Campeonato Mundial de Esquí Acrobático de 1997, en la prueba combinada.

## Medallero internacional
| Campeonato Mundial | Campeonato Mundial | Campeonato Mundial | Campeonato Mundial |
| Año                | Lugar              | Medalla            | Competición        |
| ------------------ | ------------------ | ------------------ | ------------------ |
| 1997               | Nagano (Japón)     | Medalla de plata   | Combinada          |